# 長野市若里多目的スポーツアリーナ
長野市若里多目的スポーツアリーナ（ながのしわかさとたもくてきスポーツアリーナ）は、長野県長野市若里三丁目にある総合スポーツ施設である。愛称はビッグハット。

## 概略
ビッグハットは、長野オリンピックのアイスホッケー会場として建設された。名称は公募により決定したもので、それまでの仮称はアイスホッケーA会場。長野オリンピック1000日前イベントも、この会場で行われた。なお、同B会場はアクアウィングである。
オリンピック終了後は、フィギュアスケートの公式国際競技会やアイスホッケーの長野カップを始め、多様なスポーツやイベント会場として利用されている。
尚、読み方についてビックハットと読まれることもあるが正式名称はビッグハットである。

## 建物概要
- 建築面積 - 12,050m2
- 延べ床面積 - 25,240m2
- 構造 - 鉄筋コンクリート造 地上4階 地下1階
- 客席定員 - 5,000人（立見席、アリーナ席 5,104人）

## 外部サイト
- ビッグハットのご案内